# Princesa de los Ursinos
María Ana de La Trémoille (París, 1642 - Roma, 5 de diciembre de 1722), noble francesa de la corte de Felipe V de España.

## Biografía

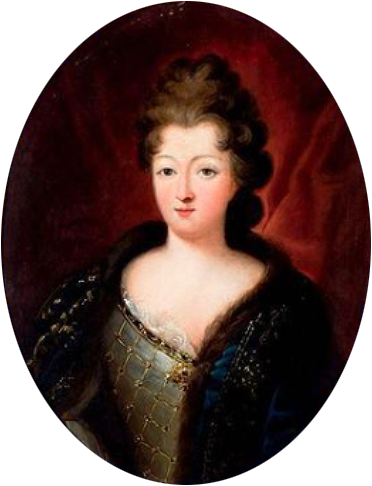
Maria Ana de La Trémoille

Era hija del aristócrata francés de antiguo cuño Luis II de La Trémoïlle, duque de Noirmoutier (1612–1666) y de su esposa, Renée Julia Aubery de Tilleport. Bella, encantadora, ambiciosa e ingeniosa se casó en primeras nupcias (1659) con Adrián Blas de Talleyrand-Périgord, príncipe de Chalais, quien ingresó al servicio del rey de España, aunque después fue hecho prisionero en Portugal y murió poco después de su liberación en Italia.
Se volvió a casar en segundas nupcias (febrero de 1675) con el príncipe romano Flavio degli Orsini, duque de Bracciano (1620–1698), cuyo apellido se tradujo des Ursins en francés y luego «de los Ursinos» en castellano. El príncipe era jefe de la poderosa familia Orsini y era príncipe de Nerola y duque de Bracciano, y tenía la esperanza de obtener favores financieros de Luis XIV con su matrimonio, a pesar de sus muchas posesiones.

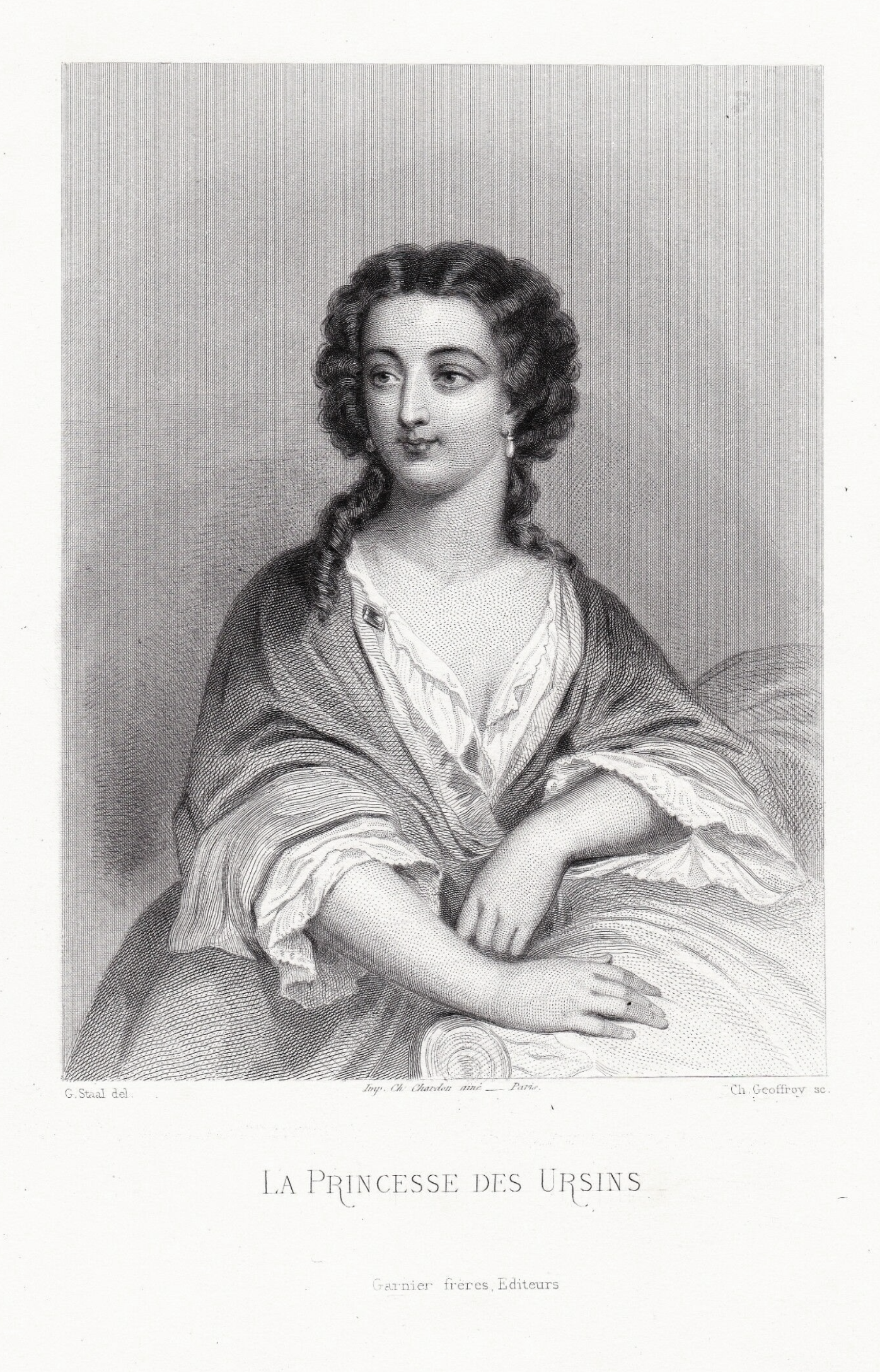
Marie Anne de La Trémoille.

Al enviudar por segunda vez, decidió guardarle luto a su difunto esposo en morado, por lo que el cardenal de Bouillon, Emmanuel-Théodose de La Tour d'Auvergne, que se encontraba en Roma y era allegado suyo, se opuso enérgicamente a ella. El motivo del alejamiento fue que Bouillon había instaurado la moda de que solo el rey (Luis XIV) y los cardenales podrían llevar luto en morado, pero tras un desacuerdo con la familia real solo pudo conseguir que los cardenales no volvieran a llevar luto. Su hermano, el abate Joseph-Emmanuel de La Trémoille, se adhirió a esta oposición y a ciertos problemas de la herencia de Orsini, por lo que la duquesa decidió denunciarlo ante la Inquisición. El cardenal de Bouillon apoyó al abate y lo envió a Nápoles hasta ponerlo a salvo. Fue en ese tiempo cuando la duquesa mantenía un litigio con un sobrino del papa Inocencio XI, Livio Odescalchi, quien pretendía ser heredero del difunto duque y a quien finalmente tuvo que venderle las propiedades y el ducado, asumiendo así el título de Princesa de los Ursinos (Princesa Orsini).
Luis XIV, de cuya plena confianza gozaba, le encargó acompañar al joven Felipe V a España cuando este asumió la corona a la edad de 17 años, en 1700. Ella había intrigado con su amiga, la duquesa Marie Christine de Noailles, para que pudiera obtener favor del rey. Fue nombrada Camarera mayor de palacio de la reina María Luisa Gabriela con el encargo de dirigirla y tutelarla.
Mostró entonces una enorme rapacidad sin escrúpulos e intervino en numerosas intrigas con camarillas francesas establecidas en la corte. Luis XIV le ordenó regresar a Francia en 1704, pero pronto volvió a la Península y se convirtió, junto con el ministro Orry, en uno de los personajes más decisivos de la política española.
Todos los negocios del Estado pasaban por las manos de esta hábil y discreta agente del Rey Sol, que impulsó a Felipe V a mantenerse firme en la guerra de sucesión e intervino en las negociaciones que precedieron a los tratados de Utrecht (1713) y Rastatt (1714). Negoció asimismo las segundas nupcias del primero de los Borbones españoles con Isabel de Farnesio, considerada una beata nula y sumisa y, como descendiente de una pequeña dinastía semi-real de la débil Italia, sin ningún valimiento político propio. Esta decisión fue tomada sin siquiera ser consultada con Versalles, lo que molestó lo suficiente a Luis XIV y a madame de Maintenon para alejar a la princesa del rey de España.
El 23 de diciembre de 1714, en víspera de Navidad y al poco de la llegada a España de Isabel, la princesa fue a recibirla a Jadraque (Guadalajara) y ahí, en lugar de recibir las gracias de la nueva reina, fue expulsada de España hasta la frontera con Francia escoltada por cincuenta miembros de la Guardia de Corps.
A su salida se dieron grandes cambios en España, su puesto de Camarera mayor de palacio fue ocupado por la condesa viuda de Altamira, el de caballerizo mayor de la reina por Antonio del Giudice, el de embajador de España en Francia por el duque de Saint-Agnan y otros tantos puestos por el cardenal Francesco del Giudice, el duque de Veragua y el conde de Frigiliana.
A su llegada a París, se hospedó en casa de su hermano, Antoine-François de La Trémoille, duque de Royan, para después, en marzo de 1715, visitar en Versalles a Luis XIV, quien a pesar de todo le concedió una pensión vitalicia. El 6 de agosto de ese año fue a despedirse del moribundo rey de Francia en Marly, motivada por la pronta ascensión de su enemigo, el duque de Orleáns.
El 14 de agosto de 1715, partió de París sin rumbo fijo, impulsada por el temor a Orleáns. Primero pensó en emigrar a Holanda, luego a Roma o Utrech, pero finalmente se decidió por Génova. Después de permanecer en Génova, se instaló en Roma, donde estrechó la relación con su hermano, el cardenal La Trémoille, y se acercó al tristón intento de corte de Jacobo Francisco Eduardo Estuardo, pretendiente jacobita al trono inglés.

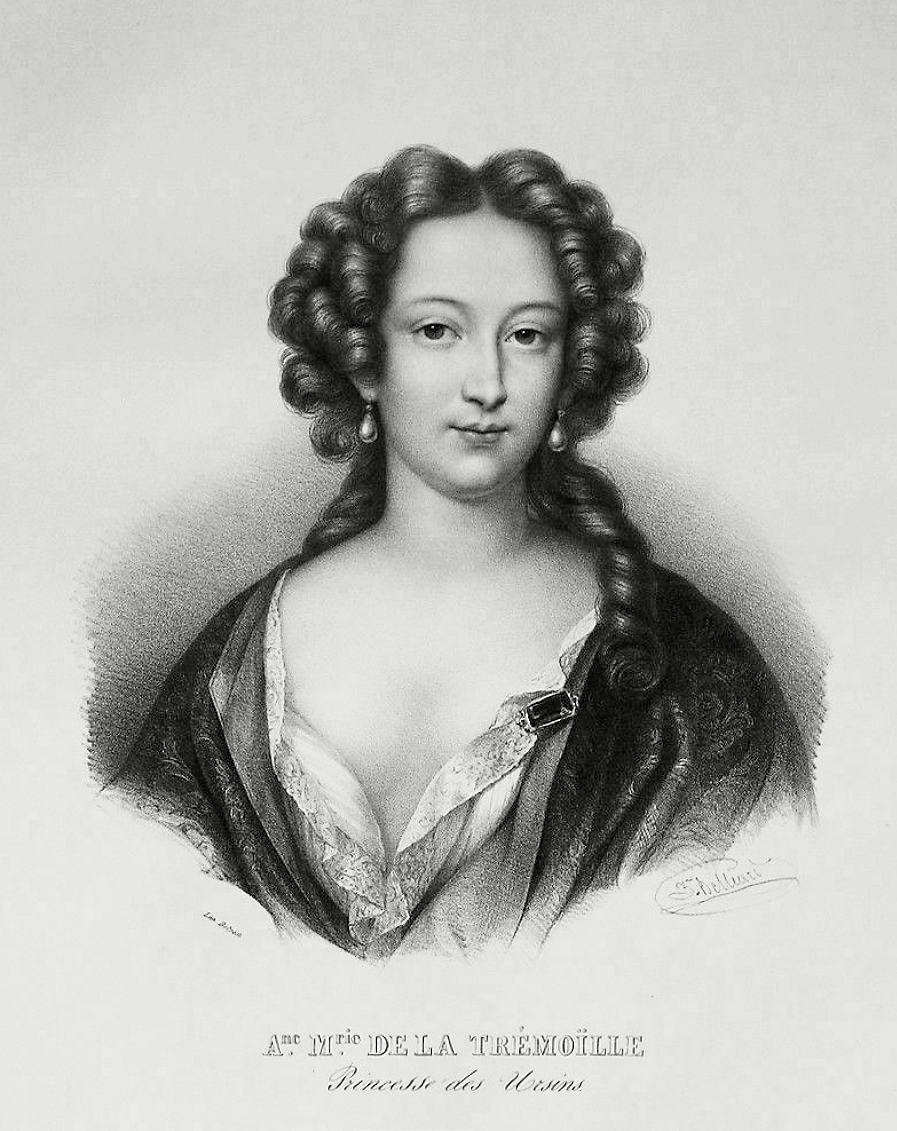
Maria Anna de La Trémoille.
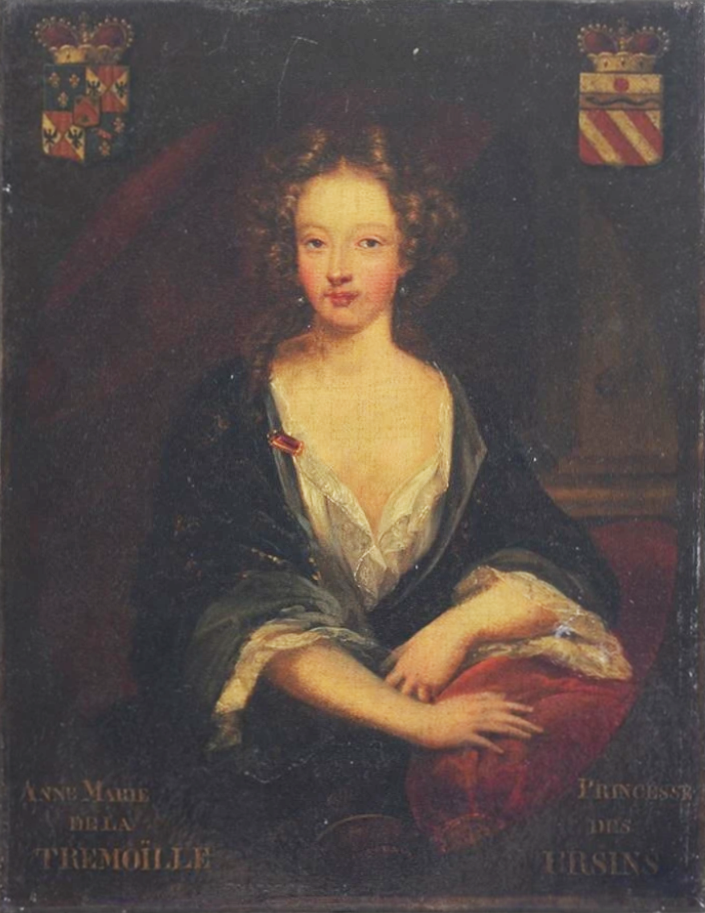
Marie Anne de La Trémoille con 21 años.
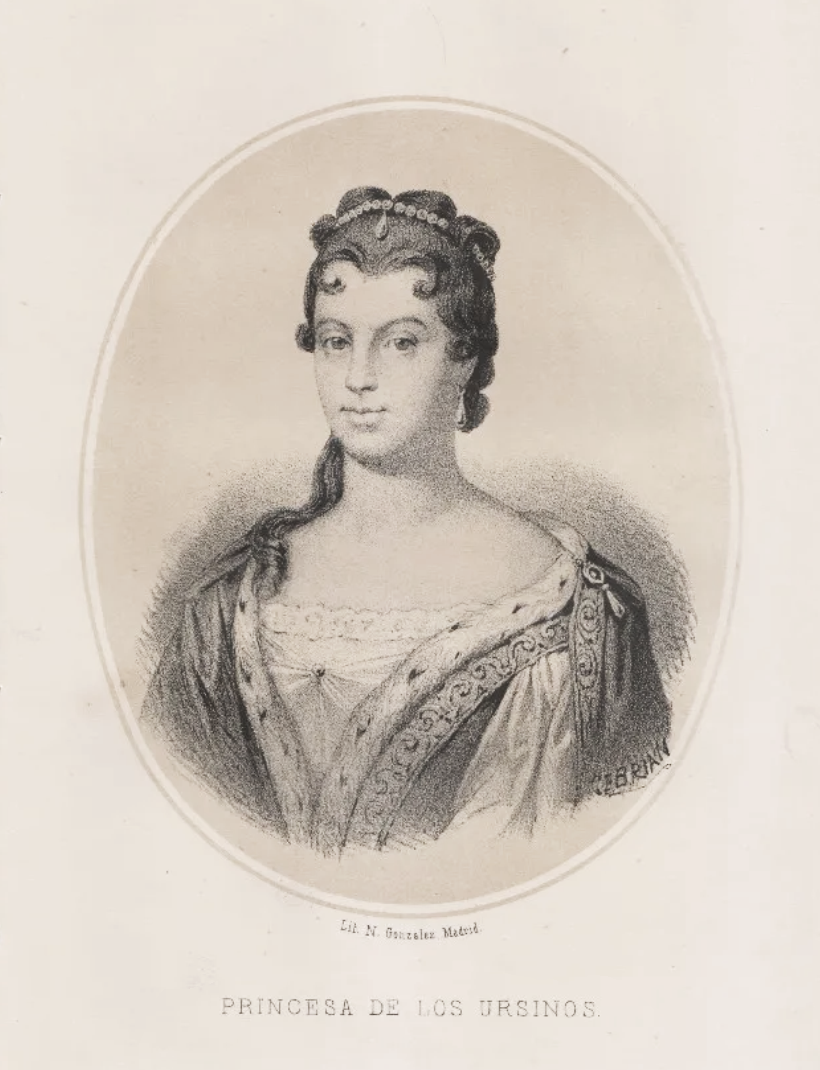

## Filmografía
- Lucia, Luis (dir.): La princesa de los Ursinos, España, 1947. Intérpretes: Ana Mariscal, Fernando Rey, Juan Espantaleón.

- Datos: Q447889
- Multimedia: Marie Anne de La Trémoille / Q447889